# Frankfurt Galaxy (ELF)
De Frankfurt Galaxy (of simpelweg de Galaxy) is een American footballteam uit Frankfurt, Duitsland. Ze komen uit in de ELF Divisie Central, dat georganiseerd wordt door het European League of Football (ELF). De Frankfurt Galaxy zijn opgericht in 2021. Ze spelen inde PSD Bank Arena in Frankfurt-Bornheim.  De clubkleuren zijn purper en goud.  Het team heeft de naamgevingsrechten van Frankfurt Galaxy (NFLE) overgenomen.

## Resultaten
- European League of Football (ELF Bowl) titels: 1
  - 2021

- ELF Divisie Zuid titels: 1
  - 2021